# Раки-самітники
Ра́ки-самі́тники або Равлинцюваті (Paguroidea) — надродина десятиногих раків з інфраряду крабоїдів (Anomura). Описано приблизно 450 видів. Більшість представників використовує як укриття порожні черепашки черевоногих. Раки-самітники живуть на літоральній зоні й на морських мілинах (до 80 метрів). Деякі в дорослому стані здатні надовго покидати водне середовище, повертаючись у воду лише на період розмноження, деякі представники, такі як краб кокосовий (Birgus latro) і камчатський (Paralithodes camtschaticus), взагалі не використовують черепашки як сховище. У симбіоз із раками-самітниками можуть вступати актинії.

## Родини
До раків-самітників відносяться сім родин:
- Coenobitidae
- Diogenidae
- Lithodidae
- Paguridae
- Parapaguridae
- Parapylochelidae
- Pylochelidae
- Pylojacquesidae